# Německý svaz zemědělců
Německý svaz zemědělců, plným názvem Německý svaz zemědělců a venkovských živností (německy Bund der Landwirte či Bund der Landwirte und des ländischen Gewerbes, zkratkou BdL), byla sudetoněmecká agrární strana působící v období československé první republiky. Strana vznikla začátkem roku 1920. Tiskovým orgánem byl deník Deutsche Landpost.

## Historie
Strana vznikla počátkem ledna 1920 pod názvem Svaz zemědělců. Strana brzy překonala negativní postoj vůči československému státu a stala se součástí demokratické aktivistické scény. Hned v prvních parlamentních volbách ve stejném roce získala přes 240 tisíc hlasů. Pozitivní politiku vůči československému státu usnadňovaly kontakty předsedy strany Franze Křepka s prezidentem T. G. Masarykem.
Strana se zaměřovala na venkovské křesťanské obyvatelstvo a úzce spolupracovala s českou agrární stranou. Již tehdy fakticky rozbila jednotnou protičeskou frontu německých občanských stran. Směr k aktivismu a vládní spolupráci strana definitivně zvolila v roce 1923. Před parlamentními volbami v roce 1929 vstoupila do účelové koalice nazvané Německé volební společenství, v níž se sdružilo několik tradičních menšinových stran: Německý svaz zemědělců, Německé pracovní a volební společenství a Karpatendeutsche Partei.
Aktivistické křídlo strany představoval Franz Spina, který se o dva roky později stal předsedou strany a působil ve funkcích místopředsedy poslanecké sněmovny a na podzim 1926 též zasedl do třetí vlády Antonína Švehly. BdL se tak již trvale podílela na řízení státu v koaličních vládách tzv. panské a široké koalice (1926–1938)
V březnu roku 1938 strana vystoupila z tehdejší vlády Milana Hodži a nacionalistický směr Gustava Hackera prosadil sloučení strany se Sudetoněmeckou stranou.

## Volební výsledky

### Poslanecká sněmovna
| Volby | Hlasy      | Hlasy      | Mandáty | Mandáty | Pozice | Postavení |
| Volby | Abs.       | %          | Abs.    | ±       | Pozice | Postavení |
| ----- | ---------- | ---------- | ------- | ------- | ------ | --------- |
| 1920  | 241,747    | 3.9        | 11/281  |         | 9.     | Opozice   |
| 1925  | 571,198    | 8.0        | 24/300  | ▲13     | ▲6.    | Vláda     |
| 1929  | v rámci DW | v rámci DW | 10/300  | ▼14     | ▼8.    | Vláda     |
| 1935  | 142,399    | 1.7        | 5/300   | ▼5      | ▼14.   | Vláda     |

### Senát
| Volby | Hlasy      | Hlasy      | Mandáty | Mandáty | Pozice |
| Volby | Abs.       | %          | Abs.    | ±       | Pozice |
| ----- | ---------- | ---------- | ------- | ------- | ------ |
| 1920  | 210,724    | 4.0        | 6/150   |         | 8.     |
| 1925  | 505,597    | 8.3        | 12/150  | ▲6      | ▲6.    |
| 1929  | v rámci DW | v rámci DW | 8/150   | ▼4      | ▼8.    |
| 1935  | 129,862    | 1.8        | 0/150   | ▼8      | ▼14.   |

## Předsedové strany
- Franz Křepek (1920–1925)
- Franz Spina (1925–1936)
- Gustav Hacker (1936–1938)